# Asesinato de Luis Carlos Galán
El asesinato de Luis Carlos Galán se refiere al magnicidio del político colombiano Luis Carlos Galán, líder del Nuevo Liberalismo, ocurrido el 18 de agosto de 1989 poco antes de comenzar su discurso en un evento público electoral en Soacha, Cundinamarca. El asesinato sería llevado a cabo por narcotraficantes del Cartel de Medellín o Los Extraditables, liderados por Pablo Escobar y el político liberal al servicio de la mafia Alberto Santofimio Botero. 
Galán fue víctima de un atentado muy bien planeado por la mafia gracias a la infiltración en su propio esquema de seguridad. El precandidato liberal a la presidencia de Colombia para las elecciones de 1990 fue asesinado por estar a favor de la extradición de narcotraficantes a los Estados Unidos y por la lucha frontal que proponía contra el narcotráfico. En trasfondo, Santofimio Botero, al saber que Galán era el candidato favorito de gran parte de la población colombiana de la época, buscó deshacerse de su contrincante político para las Elecciones presidenciales de 1990. El exdirector del DAS de la época, Miguel Maza Márquez, también resultó involucrado en el asesinato y fue condenado por la Corte Suprema de Justicia de Colombia.
En 2007, el político Alberto Santofimio Botero fue condenado a 24 años de cárcel por el crimen y que habría sido perpetrado con el apoyo de agentes del Estado entre integrantes de la Policía y agentes del DAS, con apoyo financiero de los narcotraficantes.
En 2016 el Consejo de Estado de Colombia declaró delito de lesa humanidad el crimen de Luis Carlos Galán Sarmiento, por lo que la Fiscalía puede seguir judicializando a personas involucradas en este asesinato.

## Antecedentes

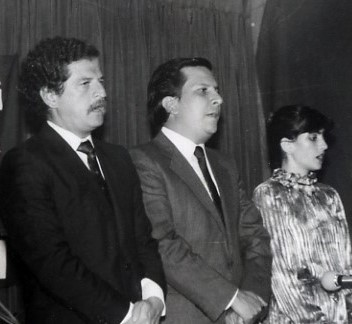
El líder liberal Luis Carlos Galán (izq.) con su amigo y copartidario, Rodrigo Lara Bonilla (centro). Siendo ministro de Justicia, Lara Bonilla también fue asesinado por el Cartel de Medellín el 30 de abril de 1984 tras librar una intensa batalla contra los narcos desde el Gobierno.

En la década de 1980 en Colombia se libraba el conflicto armado interno colombiano, con participación del Estado colombiano, las guerrillas (FARC-EP, ELN, EPL, M-19, etc.), los grupos paramilitares y de narcotraficantes. En medio de la bonanza del tráfico de drogas hacia Europa, Estados Unidos y el resto del mundo, buscaban influir o controlar la política, la economía, y la cultura colombiana. Las principales mafias de la época  con orígenes de eran el cartel de Medellín, el cartel de Cali, el cartel de Bogotá, el cartel de la Costa y el Cartel del Norte del Valle que financiaron grupos paramilitares para protección de cultivos ilegales o procesamiento de droga. Los dineros de narcotráfico empezaron a influir en los partidos políticos y en sus campañas políticas. 
El Estado colombiano, bajo la doctrina contrainsurgente bajo los parámetros del llamado Plan Cóndor y la guerra contra el narcotráfico, cometió delitos considerados como terrorismo de Estado, conocidos como la guerra sucia y el genocidio de la Unión Patriótica (surgida tras los acuerdos de La Uribe, Meta con las FARC-EP), mientras que en el medio la población fue víctima en zonas urbanas, como rurales de la violencia llevada a cabo por todos los actores armados. 
La corrupción se introdujo en los partidos políticos tradicionales: liberal y conservador, por lo que Galán, con su discurso neo generacional y propuestas renovadoras y anti-establecimiento, de anticorrupción, antiviolencia, antinarcotráfico, empezó a calar en la sociedad civil.
Desde los años 1980, Galán mantuvo una oposición crítica frente en las políticas de seguridad durante el gobierno de Julio César Turbay, las cuales consideraba violatorias de los Derechos Humanos, tras lo cual conformaron distintas Organizaciones No Gubernamentales, junto al Comité Permanente de Defensa de los DDHH, el cual dio inicio a la creación de otros reconocidos comités independientes como el Colectivo 82 (más tarde pasaría a ASFADES), el Comité de Solidaridad con los Presos Políticos (CSPP), entre otros.  

### Campaña presidencial de 1982 y Movimiento Nuevo liberalismo
En la campaña a la Presidencia de Colombia en 1982, Luis Carlos Galán y el expresidente Alfonso López Michelsen se enfrentaron por el aval del partido Liberal a la presidencia, el cual López terminaría obteniendo. Mientras Galán rechazaba públicamente el apoyo del narcotráfico a su campaña u otras, López lo recibía, junto con su jefe de debate Ernesto Samper, y avaló la lista que llevó a Jairo Ortega y a Pablo Escobar al Congreso de la República (20 de julio de 1982-26 de octubre de 1983) y aceptaba sus aportes financieros. Ortega y Escobar habían tratado de ingresar previamente al Nuevo Liberalismo, pero cuando Galán fue informado del pasado de Escobar en el contrabando y el narcotráfico, su petición fue rechazada.
En la elección presidencial Galán con su Nuevo Liberalismo obtuvo la tercera votación, detrás del candidato oficialista liberal Alfonso López Michelsen, y el presidente electo resultó Belisario Betancur, del partido Conservador. El sector oficialista del partido Liberal culpó a Galán de restarle votos al partido Liberal, a lo que Galán respondía que igual el candidato conservador habría ganado porque el descontento de la ciudadanía con el ala tradicional del liberalismo y a que Betancur estaba proponiendo negociaciones de paz con el Movimiento 19 de abril (M-19).
En 1984, López se reunió en Panamá con Pablo Escobar y otros miembros del cartel de Medellín a donde habían escapado y eran alojados por el dictador panameño Manuel Antonio Noriega. Este mismo año en abril, el cartel de Medellín asesinó al ministro de justicia Rodrigo Lara Bonilla del Nuevo Liberalismo, y el presidente Betancur lo reemplaza con Enrique Parejo González, también del mismo partido. Parejo González luego sería nombrado Embajador de Colombia en Budapest, Hungría, donde sufrió un atentado por parte del cartel de Medellín en enero de 1987, pero sobrevivió. Tras el asesinato de Lara Bonilla, el gobierno colombiano logra que el Congreso apruebe la extradición de colombianos a los Estados Unidos con el fin de que paguen penas en prisiones federales de dicho país. El congresista del Nuevo Liberalismo Alberto Villamizar logró bloquear las intenciones de congresistas cercanos a Escobar, encabezados por Santofimio, para que no se llevará a cabo la aprobación de leyes a favor de la extradición.

### Elecciones de 1986 y retorno de Galán al Partido Liberal
En las elecciones legislativas de 1986, el movimiento del Nuevo Liberalismo sufre un revés político al perder dos senadores y cuatro representantes electoralmente, pero Galán continúa como la tercera fuerza electoral del país, con el mismo discurso contra la corrupción, el narcotráfico y la idea de un nuevo modelo de país. Galán apoyo al candidato liberal Virgilio Barco.
Durante 1987, la escalada de violencia se recrudeció por cuenta de las campañas de exterminio contra la Unión Patriótica y bases políticas del Nuevo Liberalismo por parte de grupos paramilitares en zonas como los Llanos orientales, el Área metropolitana de Medellín Magdalena Medio y Urabá.  
Ese mismo año fueron asesinados varios dirigentes y activistas locales reconocidos en Medellín como Pedro Luis Valencia, Leonardo Betancur Taborda y el reconocido médico filántropo Héctor Abad Gómez. Dos meses después el líder de la Unión Patriótica y excandidato presidencial Jaime Pardo Leal es asesinado en el municipio de La Mesa Cundinamarca por sicarios del Cartel de Medellín, con colaboración de agentes estatales.   
El nuevo liberalismo denuncia constantes amenazas contra sus dirigentes tras conocerse una lista negra, en la cual varios de ellos son declarados Objetivo militar por parte de la Inteligencia Militar.    
La escalda violenta se recrudece a inicios de 1988, cuando el Cartel de Medellín secuestra al entonces candidato a la Alcaldía de Bogotá Andrés Pastrana. Una semana después es secuestrado y asesinado el procurador general Carlos Mauro Hoyos en la vía de Medellín a Rionegro.      
A mediados de junio de 1989, el entonces senador de la república Luis Carlos Galán, se postuló nuevamente como candidato presidencial por su movimiento Nuevo Liberalismo y era el favorito en encuestas para ganar no solo las elecciones internas del Partido Liberal colombiano, sino las elecciones presidenciales en Colombia previstas para 1990. Galán buscaba renovar al Partido Liberal, liderado por Alfonso López Michelsen. 
Los precandidatos liberales que competían con Galán eran el exministro Hernando Durán Dussán, el senador y jefe del Poder Popular; Ernesto Samper (quien también fue herido en un atentado del paramilitarismo a José Antequera de la Unión Patriótica), los líderes regionales Alberto Santofimio Botero, Jaime Castro Castro y William Jaramillo Gómez.

### Atentado fallido
En 1989, tras varias reuniones secretas entre Pablo Escobar y Gonzalo Rodríguez Gacha "El Mexicano" el Cartel de Medellín decidió y planeó el asesinato del líder político Luis Carlos Galán.
En ese periodo, Escobar se encontraba escondido en una finca en el Magdalena Medio, cerca a Puerto Boyacá. Una vez tomada la decisión de asesinar a Galán, Escobar ordenó a Jhon Jairo Velásquez, alias "Popeye" ubicar a Ricardo Prisco para que lo llevara a la finca. En el escondite Escobar le entregó a Prisco una cédula de ciudadanía con el nombre de Pacho Herrera, un enemigo del Cartel de Cali, para que a su nombre comprara un vehículo que se utilizarían en el atentado para asesinar a Galán. Con ello, Escobar buscó implicar a la gente del Cartel de Cali para tratar de enfrentarlos con las autoridades.
Días después, el 5 de agosto de ese año, Los Priscos procedieron a colocar un cohete en un lote baldío apuntando a la Universidad de Medellín donde sabían que iría Galán a dictar una conferencia custodiado por el Coronel Quintero. Sin embargo, una vecina alerto a las autoridades sobre la presencia de gente extraña y todos los atacantes alcanzaron a huir, excepto uno que al ver acercarse a los policías, simuló estar orinando. Cuando los policías le preguntaron si era miembro de la banda, el hombre afirmó ser un indigente y dijo  que había visto unos hombres tirar armas antes de huir corriendo. La Policía Nacional lo retuvo unos minutos y luego lo dejaron irse.
En el fallido atentado se destacó el oficial de policía Valdemar Franklin Quintero quien inmediatamente llevó a Galán de vuelta al Aeropuerto Olaya Herrera. Quintero fue asesinado por orden de Escobar el mismo día que Galán, el 18 de agosto. Su atentado y muerte iban a ser programadas días después en Ibagué, donde promocionaría su campaña presidencial.

“A los hombres se les puede eliminar, pero a las ideas no. Y al contrario, cuando se elimina a veces a los hombres, se robustecen las ideas”
Luis Carlos Galán, agosto de 1989.

## Hechos
6:00 - 6:15 A.M.

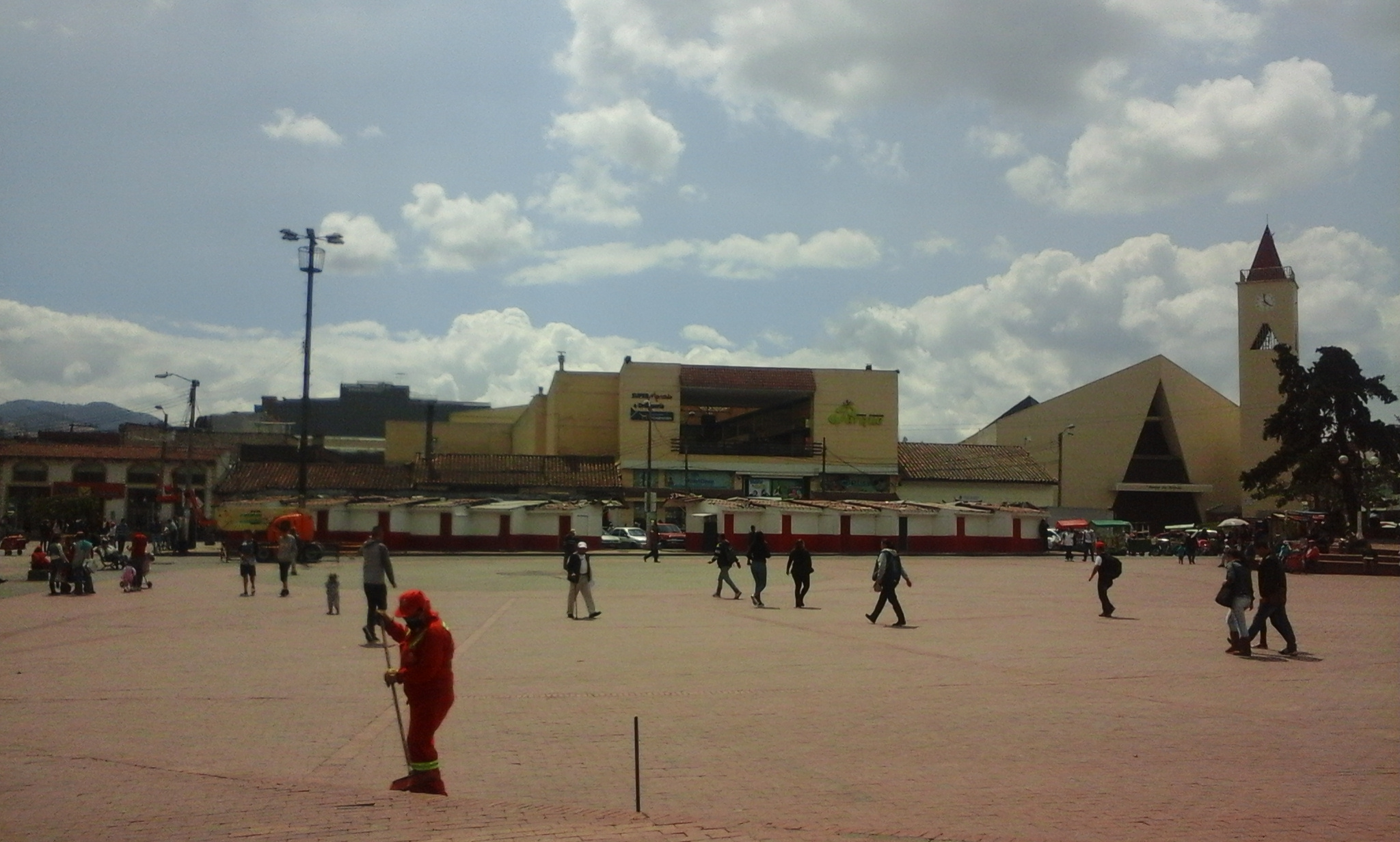
Plaza principal del municipio de Soacha donde fue asesinado Luis Carlos Galán.

En la mañana del 18 de agosto de 1989, el Coronel Valdemar Franklin Quintero fue asesinado sin llevar escoltas, aduciendo al igual que el asesinado Guillermo Cano Isaza no querer arriesgar la vida de otros para proteger la suya. Galán envió su solidaridad a la familia reconociendo su labor contra el Cartel de Medellín. Declaró con la frase:

Ningún ciudadano puede ser espectador de la lucha de las autoridades contra la violencia.

Anteriormente el magistrado Carlos Valencia García fue asesinado después de firmar un fallo contra Pablo Escobar y otros miembros del Cartel de Medellín por los asesinatos de Jaime Pardo Leal y de Guillermo Cano.
12:15 P.M.
Una semana antes del asesinato, el director del DAS Miguel Maza Márquez ordena el reemplazo de Víctor Julio Cruz por el coronel Jacobo Alfonso Torregrosa Melo como jefe de seguridad de Galán. Maza argumenta este cambio a petición del mismo Galán afirmando que Cruz no era serio en su trabajo además de ser chismoso, algo que ha negado y desmentido la familia Galán que argumenta que Galán se sorprendió por dicho cambio de guardia. Torregrosa; apenas un policía con un currículum lleno de amonestaciones y dudosas referencias, y vigilante del edificio del DAS contratado poco tiempo atrás, pero sin ninguna experiencia en protección aun así escogido como jefe de seguridad de Galán y por lo tanto debilitó el esquema de seguridad organizado por Cruz que hasta entonces lo tenía ileso. Torregrosa desmanteló deliberadamente el esquema de Galán y en su lugar designó muchachos novatos para la labor, además de que había permitido la infiltración de los sicarios del atentado. Galán al mediodía almorzó con Diego Uribe Vargas y Yolanda Pulecio quienes organizaron la manifestación política en Soacha. Durante la tarde sostuvo una última reunión con su secretario privado Juan Lozano Ramírez quien organizaba sus próximas giras políticas que se realizarían en Villeta y posteriormente en Ibagué. Al momento de partir se despide de su secretaria Lucy Páez.
Llegada la noche, Carlos Fernando, su hijo menor, en aquel entonces con 12 años, se ofreció a llevarle dos chalecos antibalas. Aunque no era costumbre del candidato, Galán se puso uno; el cual era corto y no protegía todo el abdomen, mientras Torregrosa se colocó el otro que aparentemente era más seguro que el que llevaba Galán, pero se planeaba que ese chaleco protegiese la cabeza de Galán. Galán se despidió de su esposa Gloria Pachón, quien poco antes le había recomendado a su esposo no subir a ningún vehículo descubierto.
8:00-8:30 P.M.
Un ex escolta declaró que Torregrosa les informó a él y sus compañeros que se adelantaría un equipo al municipio para hacer reconocimiento del lugar y ubicar al esquema de seguridad. El testigo afirmó que dicho esquema nunca existió, ya que la noche de los hechos no había control de armas ni de ingreso de personas. Habitualmente el cuerpo de escoltas de Galán era de 8 hombres, pero Torregrosa envió a 2 de ellos a Villeta debilitando así la protección de Galán, mientras 4 horas antes del evento se construyó una tarima de madera al pie del estrado de la plaza de Soacha, facilitando que los asesinos se escondieran debajo de ella. El auto del candidato llegó a la Plaza Central de Soacha en medio de una multitud potencialmente riesgosa, sin barricadas que los separaran del gentío y sin barreras en la parte trasera de la camioneta donde venía la comitiva, dando paso a un potencial atentado desde el vehículo. El precandidato llegó al municipio a las 8ː30 p. m. Llegó primero en un automóvil blindado y al llegar al municipio abordó la parte trasera de una camioneta de estacas destapada (ya que no llevaba su estructura de madera), vehículo al que subió su escolta y al menos dos sicarios con pancartas al revés. En la plaza de Soacha no hubo control ni requisas a la multitud de personas que llenaban la plaza sino apenas pocos policías, pese a que Torregrosa había organizado un anillo de seguridad incluyendo requisas a los asistentes, algo desmentido por Lozano, además la policía de la plaza sería acompañada de un grupo contraguerrilla y francotiradores que debido a la arquitectura de la plaza, apenas se pudo colocar uno en el campanario de la iglesia de la plaza. Igualmente la plaza carecía de iluminación y había polvo levantado por motociclistas. Al bajarse del vehículo, Galán quedó en medio de la multitud saludando a la gente, quedando Torregrosa atrás, y luego Galán se dispuso a subir a la tarima donde daría su discurso estando acompañado del concejal Julio César Peñaloza Sánchez y dos escoltas; Santiago Cuervo Jiménez y Pedro Nel Angulo. Encima de la tarima, Galán saludaba a la multitud levantando los brazos, levantando así su chaleco antibalas y dejando descubierto parte del abdomen. A las 8ː45 p. m. Jaime Eduardo Rueda Rocha, tras pasar por debajo de la tarima de madera, se ubicó rápidamente de manera casi diagonal disparando una sub-ametralladora Mini Atlanta calibre 9 mm contra el candidato, con 5 balas de las cuales dos impactaron contra su chaleco, dos debajo de él (impactando el bombillo del camarógrafo Luis 'Lucho' Calderón) y una impactando principalmente contra la aorta abdominal, lo que casi de inmediato le produjo un paro cardiorrespiratorio. A su vez fue gravemente herido el concejal Peñaloza Sánchez (quien moriría cinco días después). El guardaespaldas Santiago Cuervo empuja a Galán intentando salvarlo, siendo también mortalmente herido por las balas, pero aun así, junto a su compañero Angulo (también herido) logró bajar a Galán de la tarima y llevarlo a un automóvil detrás de la tarima mientras la multitud huía y los sicarios, incluido José Ever Rueda Silva (medio hermano de Rueda Rocha) y quien junto con otros sicarios estaban con pancartas tapando la vista a los guardaespaldas, también emprendían la fuga a Melgar.
Por falta de previsión, además de temer que rematasen al candidato en el Hospital de Soacha, Galán es llevado con vida y consciente de urgencia al Hospital de Bosa, después al Hospital de Kennedy en Bogotá, a media hora del municipio, Galán murió a pesar de los esfuerzos médicos recibiendo su familia la noticia tras haber llegado minutos antes.

### Otros heridos
En el hospital de Bosa son atendidos Angúlo y Cuervo, quien falleció días después por las heridas mortales y Angúlo logra recuperarse. Cuervo, al momento de su muerte, era un hombre casado y su esposa Olga Marina Ramírez tenía ya varios meses de gestación dando a luz a una hija tres meses después.

## Funeral y sepelio

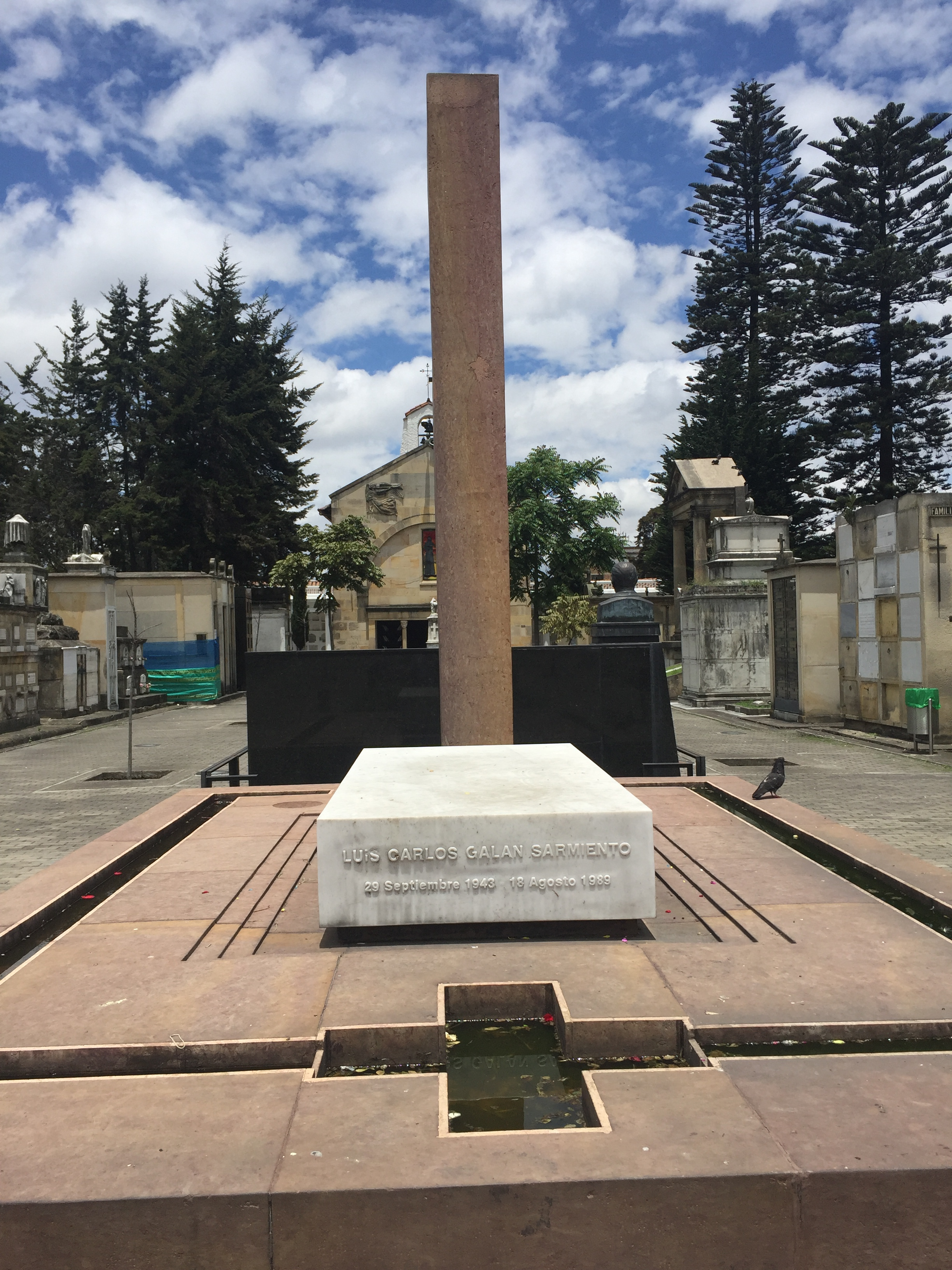
Tumba de Galán en el Cementerio Central de Bogotá.

Un día después, después de la respectiva autopsia en Medicina Legal, el cuerpo de Galán fue llevado al Congreso de la República donde permaneció en cámara ardiente en el salón elíptico de la Cámara de Representantes. En la tarde es trasladado al Cementerio Central en un multitudinario funeral en el camino desde el Congreso pasando por la Carrera Séptima y la Avenida El Dorado hacía el cementerio. A su sepelio asistieron más de un millón de personas, entre los que estuvieron gente del común, miembros de los partidos liberal y conservador del Partido Comunista Colombiano y la Unión Patriótica, periodistas, activistas estudiantiles, sindicatos, grupos de defensa de los derechos humanos y más. Durante las honras fúnebres en el cementerio, Juan Manuel Galán, hijo mayor de Galán (de 17 años en aquel entonces) dio un discurso, que cambió dejando el original en el saco del cadáver de su padre. Juan Manuel designó a César Gaviria, jefe de debate de la campaña de Galán como su sucesor en el sepelio de Galán, entregándole las banderas del partido y la campaña, en un conmovedor discurso;

Amo a Colombia. Sé que los criminales que asesinaron a mi padre no pueden llamarse colombianos; sé que los narcotraficantes tampoco pueden llamarse colombianos. Por eso, ahora más que nunca, sé que mi padre fue un gran colombiano que jamás se intimidó, que fue fiel a sus ideales y sus ilusiones...por eso quiero pedirle al doctor César Gaviria, el nombre del pueblo, y en nombre de mi familia, que en sus manos encomendamos las banderas de mi padre. Y que cuenta con nuestro respaldo para que sea el presidente que Colombia tanto quería y necesitaba.

Juan Manuel escribió el discurso en compañía de su prima Juana Uribe, cuya copia del original quedó en manos de su abuelo Mario Galán y la decisión de Juan Manuel Galán de designar a Gaviria causó controversia en la misma familia, creyendo que sería el sucesor que Galán querría, Juan Manuel Galán se arrepentiría años después de su decisión.

## Reacciones y consecuencias

### Estado de sitio y otras medidas fuertes

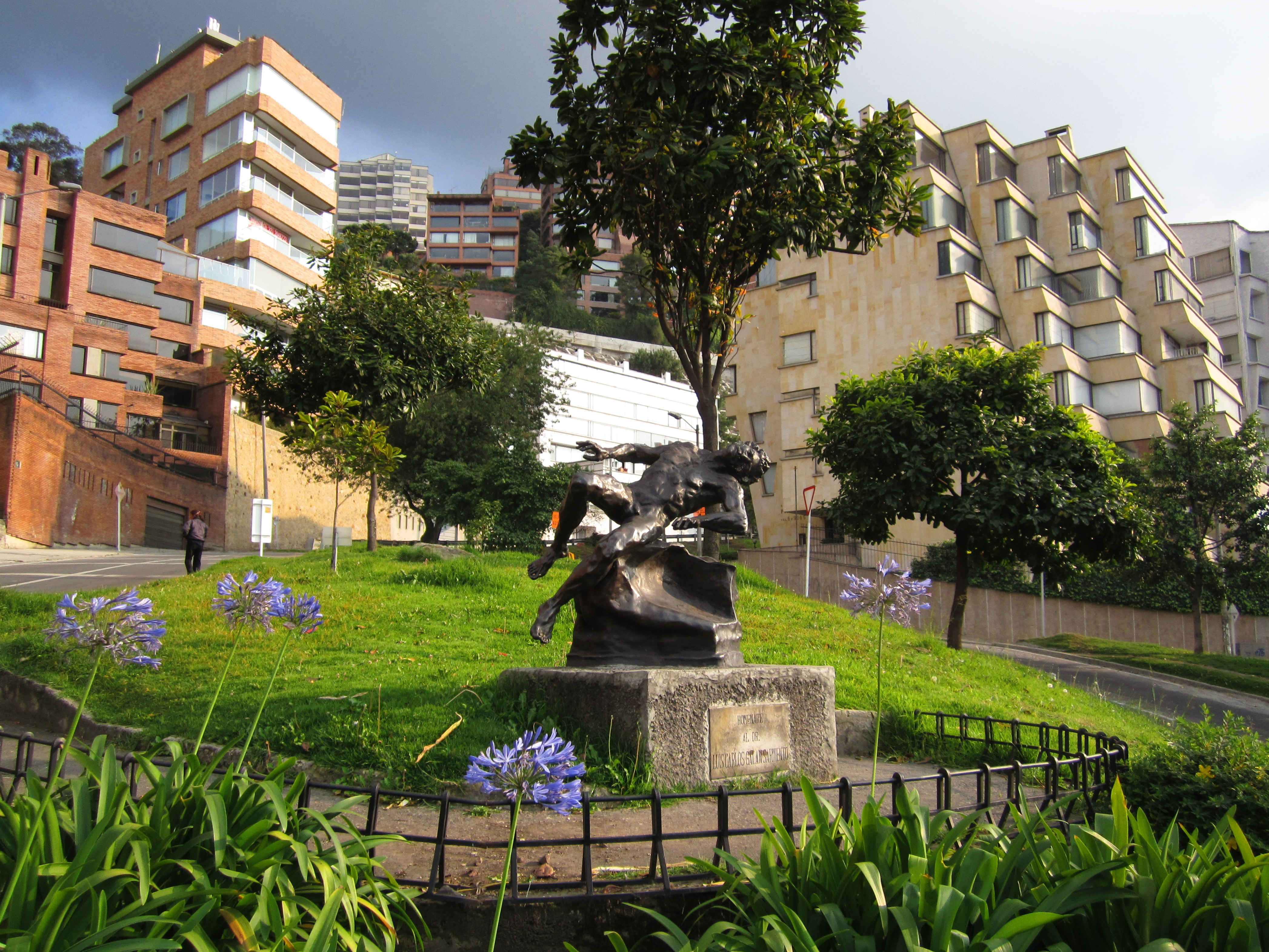
Monumento a Galán en Bogotá.

La muerte de Galán generó un gran impacto en la población y en el gobierno que, al día siguiente, declaró el estado de sitio y promulgó el decreto 1830 del 19 de agosto de 1989 que autorizaba la extradición por vía administrativa sin necesidad de solicitar permiso a la Corte Suprema de Justicia. La extradición y el estado de sitio serían abolidos después por la Asamblea Constituyente de 1991, y la extradición vuelta a aprobar en 1997 sin retroactividad y el estado de sitio reemplazado por el estado de excepción. Además el Gobierno crearía un Cuerpo Élite en la Policía, posteriormente conocido como Bloque de Búsqueda.

### Elecciones presidenciales de 1990
Fueron precedidas por el asesinato de tres candidatos presidenciales: Luis Carlos Galán precandidato del Partido Liberal, Bernardo Jaramillo de la Unión Patriótica (tras el cual renunció a su participación) y de Carlos Pizarro Leongomez de la Alianza Democrática M-19.  Para el momento de su muerte, todas las encuestas registraban una amplia victoria de Galán en la consulta popular en las elecciones presidenciales de 1990 (más del 60% a su favor). Sería elegido César Gaviria quien llevó a cabo algunas de las propuestas de Luis Carlos Galán.

## Investigaciones
Se logró establecer que Galán fue víctima de un plan elaborado de manera perfecta y en el que estuvieron involucrados muchísimos personajes importantes del país. Para empezar, el expediente demostró que el político sufrió un cambio en su esquema de seguridad días antes de su llegada al municipio.
Galán recibió 5 impactos de bala de una sub ametralladora liviana de uso reservado para las operaciones especiales de las fuerzas militares. Dos impactos quedaron alojados en el chaleco antibalas que llevaba, que es menester aclarar, no era seguro ya que solo le cubría el abdomen hasta el ombligo, dejándolo vulnerable para ser atacado por debajo. Los asesinos se encontraban escondidos debajo de la tarima donde estaba el político.
Una vez impactado, Galán cayó a la tarima y en medio de la confusión fue arrastrado por sus escoltas a un vehículo detrás de la tarima, desde donde fue conducido al Hospital de Bosa, localidad de Bogotá cercana a Soacha, donde moriría a las 10ː00 p. m. Cabe destacar que el hospital más cercano (Hospital Mario Gaitán Yanguas), quedaba a solo 200 metros del lugar de los hechos, pero por la falta de previsión no se consideró.
Torregrosa no se encontraba en la tarima cuando sucedió el atentado, lo que permitió que Galán fuera impactado y asesinado, ya que de haber estado ahí, el habría muerto en lugar del político. Meses después, a mediados de 1990 se le perdió la pista y se encuentra desaparecido a la fecha, dejando muchas preguntas sin responder, a pesar de los avances de la investigación. Torregrosa, tras haber mantenido contacto con Rueda Rocha, aparentemente se encuentra vivo hasta la fecha viviendo en Venezuela o España tras haber desaparecido en 1990, y a pesar de haber sido declarado muerto por la Registraduría Nacional de supuestas causas naturales en Santa Marta.

### Capturas y Falsos positivos judiciales
Tras la enérgica orden del presidente Virgilio Barco de capturar a los responsables, el DAS y la DIJIN, ésta bajo el mando del coronel Óscar Eduardo Peláez Carmona, desencadenó varios operativos que desembocaron en la captura de Alberto Jubiz Hazbum y otros 4 inocentes. Jubiz, un químico barranquillero de origen árabe que había viajado a Bogotá para tomar un curso de hidroponía con la idea de encontrar una alternativa que le permitiera recuperarse económicamente de la pérdida de 86 hectáreas de tomate, consecuencia del desbordamiento del río Magdalena. El 22 de agosto, mientras esperaba al comerciante Jaime de Jesús Valencia Martínez para concretar un negocio, súbitamente un grupo de policías irrumpió en el Edificio Mezzanine ubicado en la carrera 19 con calle 79, para hacer un allanamiento. Les sembraron una subametralladora Ingram y tanto Hazbum como 4 hombres fueron capturados y enviados a las instalaciones de la DIJIN. Tanto Miguel Maza Márquez, director del DAS, como Peláez, presentaron a los capturados (Júbiz Hazbum, Armando Bernal, Norberto Murillo Chalarca y Pedro Thelmo Zambrano) como asesinos de Galán pese a que los capturados alegaron su inocencia. Se les acusó de tener vínculos de Escobar, Rodríguez Gacha y Yair Klein, además de haber estado días antes de planificar el magnicidio, todo esto bajo apoyo de falsos testigos. Pese a ser galanista, Jubiz había asistido a sus clases de hidroponía salvo una, el día del magnicidio, para presenciar el partido Millonarios vs. Junior.
Días después, la revista Cromos publicó fotos exclusivas del magnicidio. Durante la guerra verde entre Víctor Carranza y Rodríguez Gacha, el esmeraldero Pablo Elías Delgadillo reconoció en una de las fotos de Cromos a José Ever Rueda Silva como uno de los hombres de sombrero blanco que aparecía en varias fotos sosteniendo una pancarta en el ángulo izquierdo de la tarima donde cayó asesinado Galán. Lo había reconocido ya que había sido empleado de las minas de esmeraldas que había hecho trabajos para Rodríguez Gacha y era fácil de ubicar, pues revendía esmeraldas en el centro de Bogotá. La policía y demás autoridades judiciales capturaron a José Orlando Chávez Fajardo en el barrio Luján en el occidente de Bogotá, cómplice del crimen quien confesó su participación y otros detalles del crimen; Chávez delató ser uno de los hombres que sostenía una pancarta y dio tiros al suelo para espantar a los transeúntes, su pena de ser asesinado por Rueda Rocha o sería pagado con casa y carro si cumplía con su rol. En su indagatoria, Chávez no solo delató a Rueda Rocha sino también a Rueda Silva, y Pedro Páez, alias Nájaro, todos empleados de 'El Mexicano'. 24 horas después son capturados Rueda Rocha, su medio hermano Rueda Silva  y Enrique Chávez Vargas (primo de Chávez Fajardo). El anuncio de las capturas se concretó el viernes 22 de septiembre de 1989 durante una rueda de prensa presidida por el comandante de la XIII Brigada del Ejército, general Ramón Eduardo Niebles, y el comandante de la Policía Metropolitana de Bogotá, coronel Nacim Yanine Díaz, quienes también relacionaron a los detenidos con el atentado a El Espectador sucedido días antes y con la campaña de exterminio contra la Unión Patriótica. Rueda Silva negó los cargos y Chávez Vargas aceptó y confesó su participación aportando además esclarecedoras pistas, como involucrar a un teniente de la red de inteligencia del B2 de la XIII Brigada de apellido Flórez, clave para que los asesinos pudieran infiltrarse en el acto político.
No obstante, la justicia dio la razón a las dudosas detenciones del DAS y la DIJIN, cuyos capturados siendo inocentes se les negó libertad bajo fianza, aun bajo amenazas de Peláez, mientras que a los primos Chávez se les otorgó beneficios carcelarios por colaboración. Sin embargo, años después ambos desaparecieron luego de obtener su libertad y pese a que ambos pedían protección a la justicia siendo ambos primos asesinados el 5 de agosto de 1990 en el barrio Las Delicias al sur de Bogotá. El 18 de septiembre de ese mismo año, tras haber pasado casi un año en la Cárcel La Picota, Rueda Rocha se fugó en complicidad de su abogado Saúl Pérez, quien ingresó al penal con una cédula falsa y suplantó al sicario. Rueda fue judicializado por el homicidio de Galán, pero no llegó a ser juzgado. En cambio, volvió a Puerto Boyacá creando su propio grupo paramilitar y permaneció en la clandestinidad hasta el 23 de abril de 1992, cuando murió abatido en un enfrentamiento con la Policía en Honda (Tolima). Mientras tanto Rueda Silva, también preso en La Picota, escribió una carta a su madre para dejar constancia de quiénes estaban detrás del plan criminal. La misiva, fechada el 9 de mayo de 1992, tenía la instrucción de que la entregara a la recién creada Fiscalía sabiendo que sería asesinado para no dejar huella del crimen. Dos meses después, Rueda Silva sería asesinado por un sargento retirado del ejército también preso en La Picota. En menos de tres años, otros cómplices del magnicidio serían asesinados.
Por otro lado, en 1993, la Fiscalía comprobó la inocencia de Jubiz Hazbún y los demás falsos positivos y un juez les otorgó libertad condicional siendo declarados inocentes poco después. Jubiz demandó al estado ya que se le impidió probar su inocencia, además que se le vulneraron sus derechos a la libertad, la igualdad, la honra personal y familiar, el buen nombre y la dignidad. Jubiz Hazbún falleció el 26 de abril de 1998, un mes después de que la conciliación de su caso fracasara. Falleció sin conocer el fallo del Consejo de Estado que declaró responsables a la Fiscalía, la Policía y el Ministerio de Defensa de su arbitraria detención, y las condenó a pagar una indemnización de 3.000 millones de pesos. Maza Márquez y Peláez fueron obligados a pagar a la nación el dinero de la indemnización bajo la sentencia de haber condenado inocentes en afán de dar una falsa imagen de eficiencia y eficacia en la lucha contra el delito. El Consejo de Estado ordenó realizar un acto solemne de presentación de excusas públicas, que se llevó a cabo el 30 de enero de 2015 y en el que participaron, en ese entonces, el director nacional de la Policía, Rodolfo Palomino López y el Vicefiscal General de la Nación, Jorge Fernando Perdomo Torres, quien ese día aseguró que el perdón de las víctimas simboliza la posibilidad de reconstruir los lazos resquebrajados entre la comunidad y el Estado. Contra Peláez Carmona se dictó medida de aseguramiento en febrero de 2018. En 2014 parte de la indemnización se le pagó a la familia lo que ha generado su indignación por la demora del estado en arreglar su situación.

## Responsables

### Cartel de Medellín
Pablo Escobar (determinador) había deseado asesinar a Galán debido a que éste públicamente lo había expulsado del Nuevo Liberalismo por sus antecedentes criminales. Sin embargo, entrado el año 1988, Escobar comenzó a verlo como un peligro en vista de su creciente popularidad, especialmente en contra de la infiltración del narcotráfico en la política, a su vez estando Galán en favor de la extradición de los principales capos del narcotráfico a Estados Unidos.
Gonzalo Rodríguez Gacha (determinador), siendo parte del Cartel de Medellín y líder de su ala militar, estando naturalmente en contra de la extradición defendida por Galán.
Aparte del Cartel de Medellín también se ha investigado al Cartel de Cali.

### Presuntamente Autodefensas
Carlos Castaño Gil (presunto determinador), según Diego Fernando Murillo alias "Don Berna", el extinto líder de las autodefensas fue también autor intelectual ya que consideró que Galán estaba en contra del paramilitarismo.

### Políticos
Alberto Santofimio Botero (determinador), siendo cacique político liberal tradicional y aliado de Escobar desde 1982, consideró al Nuevo Liberalismo una grave amenaza en sus intereses. Inicialmente no estuvo vinculado a pesar de sus sonados vínculos, pero el 19 de agosto de 1999, un juez de Cundinamarca estableció evidencias que comprometían a Alberto Santofimio con el crimen de Luis Carlos Galán y compulsó copias para que la Fiscalía lo investigara al tener conocimiento del plan. Sin embargo, la Fiscalía adujo no encontrar méritos para abrir investigación. Años después Jhon Jairo Velásquez, en 2004, delató la participación de Santofimio en el crimen de Galán. Santofimio fue inmediatamente capturado y llevado a la Fiscalía negando cualquier vinculación. Santofimio fue condenado a 24 años de cárcel, recobrando su libertad efímeramente en 2008 tras apelación de sus abogados. Sin embargo, el 31 de agosto de 2011, la Corte Suprema de Justicia anuló en base a ley la decisión del Tribunal Supremo del Estado y ratificó la sentencia original, dándole credibilidad a la versión comprobada en juicio de 'Popeye'. La Corte ordenó la detención de Alberto Santofimio Botero; se le acusó de ser parte influyente en el asesinato no solo de Luis Carlos Galán, sino también de las otras dos víctimas, el concejal Peñaloza y el escolta Santiago Cuervo, quienes fueron asesinados a tiros junto a Galán. Tanto Santofimio como Maza se ofrecieron a declarar en juicio a la Jurisdicción Especial de Paz (JEP) sobre el crimen de Galán, a lo que el tribunal se negó. El 25 de marzo de 2020, Santofimio fue puesto bajo libertad condicional tras haber cumplido 3 cuartas partes de su condena además de la llegada de la pandemia de COVID-19 lo que pondría en riesgo su salud, pero además se le condenó a pagar por perjuicios materiales más de 1.700 millones de pesos a la familia de Galán, así como cerca de 230 millones de pesos a la de Cuervo.
Se ha señalado también a Hernando Durán Dussán como cómplice además de su relación con grupos paramilitares, además de su aparente brazo político Movimiento de Renovación Nacional (MORENA) y la Asociación Campesina de Ganaderos y Agricultores del Magdalena Medio (ACDEGAM), quienes le hicieron publicidad tras el asesinato de Galán.
En 2010, el ex paramilitar Alonso Baquero aseguró en una declaración ante la sala de justicia y paz que el crimen de Galán habría sido gestado por los congresistas Duran Dussan, Cesar Pérez, Tiberio Villareal y Víctor Renán Barco, declaración que ha sido respaldada por el exjefe paramilitar Ernesto Báez, quien para la época era asesor de Henry Pérez y creador del Movimiento de Restauración Nacional (Morena), el brazo político del paramilitarismo. Primero en Justicia y Paz y luego en una sesión de 11 horas con la Fiscalía y la Procuraduría, Baéz también habló del proyecto paramilitar, del pacto con los políticos y del magnicidio. Aseguró que "Sin el apoyo del DAS y del B-2 hubiera sido imposible hacer el atentado".

### Agentes del Estado
A lo largo de las investigaciones por el magnicidio de Galán, se ha establecido la posible participación activa de oficiales del F2 de la Policía, la unidad B2 del Ejército, y el DAS en la planeación  y ejecución del magnicidio, así como en las desviación de las investigaciones. En los primeros años de investigación se conoció la supuesta participación del  teniente Carlos Humberto Flórez Franco referenciado en las declaraciones que en su momento entregó el procesado José Orlando Chávez Fajardo —posteriormente asesinado—, quien confesó ante la justicia dos meses después del crimen de Galán que un teniente Flórez y un sargento Roa, ambos del Ejército, habían participado en la conspiración para asesinar a Galán. Con el curso del tiempo se ratificó que se trataba de Carlos Humberto Flórez y del sargento Luis Alberto Roa Cárdenas, miembros del B2 del Ejército, ambos personajes eran integrantes de la red de colaboradores de Rodríguez Gacha. Pese a ser hoy en día prófugo de la justicia, Florez fue absuelto en 2011 al no encontrarse pruebas que sustente la presencia del oficial en los hechos, aunque bien tiene proceso abierto en contra  por el asesinato del dirigente de la UP y sindicalista Teófilo Forero en febrero de 1989, el cual se encuentra abierto y en proceso ante la JEP en el caso del exterminio del partido político en cuestión.
A partir de 2009 cuando se declaró el magnicidio como crimen de lesa humanidad, al vincularse al ex general Maza Márquez, a quien se le considera responsable de alterar el esquema de seguridad sin consentimiento de Galán. Así también se vinculó  a los oficiales Luis Felipe Montilla Barbosa, Comandante entonces de la policía de Soacha y el exjefe de Orden Público del entonces Departamento Administrativo de Seguridad (DAS), coronel en retiro, Manuel Antonio González Henríquez. El capitán Montilla Barbosa mintió, como señaló la Fiscalía, en el informe que rindió sobre el caso en 2016, cuando indicó que había “desplegado todos los operativos de seguridad” y que había dispuesto de 40 de sus hombres, cuando la verdad fue otra que en la plazoleta y sus alrededores solo fueron ubicados 10 uniformados, pese a la cifra de 80 hombres que manejaba en ese Comando. La Fiscalía también analizó si hubo adulteración en el libro de minuta de guardia del comando de Soacha, para así establecer si hubo inconsistencias sobre el número de policías que realmente participaron el evento político. El caso contra Montilla y González se abrió en 2013 con base en los testimonios de dos oficiales de la policía Josué Oved Ariza Lancheros y Mario Rueda León, quienes afirmaron que desde la misma policía se desvió la investigación e incluso se habría dado el crimen por cuanto que desde la alta comandancia se negó el apoyo logístico al evento en la plaza de Soacha, así como también se adulteraron registros y minutas y declaraciones de los oficiales en la estación de Soacha y en la SIJIN sobre el día de hechos por órdenes del entonces general Argemiro Serna entonces comandante de la policía de Cundinamarca. Inclusive uno de los testigos afirmó haber escuchado a algunos oficiales del F2 hacer un brindis por el crimen de Galán. Tanto el ex general Serna como el excoronel Oscar Peláez Carmona fueron igualmente vinculados a la investigación al ser quienes gestaron el montaje judicial contra Alberto Jubiz Hazbum, Norberto Murillo Chalarca, Armando Bernal Acosta, Pedro Telmo Zambrano, Luis Alfredo González Chacón y Héctor Manuel Cepeda. Se supo que el ex general Serna estaba en la nómina de la organización de Rodríguez Gacha.
En sus declaraciones ante la Jurisdicción Especial para la Paz, el ex general Maza Márquez también ha señalado que altos oficiales del Ejército, que a su vez ocuparon altos cargos en el Estado, planearon el magnicidio, lo ejecutaron y encubrieron los autores materiales. Para convencer a los magistrados de la JEP, Maza relacionó a seis oficiales vinculados a inteligencia militar, de quienes se ha acreditado una alianza con paramilitares de tiempo atrás. Esta versión ha sido apoyada desde tiempo atrás, principalmente por organizaciones independientes como el Equipo Nizkor, la Comisión Colombiana de Juristas y la Comisión Intereclesial de Justicia y Paz, quienes han coincidido en que tanto la participación activa de agentes estatales en el crimen y en su encubrimiento son base sustentable para calificar el asesinato de Galán como un crimen de Estado, argumentando la posible participación de altos mandos militares que propiciaron la participación de mandos medios y bajos, y en la autoría tanto material como intelectual de dichos mandos en el crimen.

## Monumento
En 2014, durante la administración municipal de Juan Carlos Nemocón se erigió un monumento en la parte oriental de la Plaza de Soacha en el punto donde fue tiroteado el candidato presidencial en 1989 en la calle 13 frente a la sede de la Alcaldía, permaneciendo hasta 2022, por acuerdo de la familia Galán con el alcalde Juan Carlos Saldarriaga, en el cual se trasladó a la entrada del Estadio municipal en la carrera séptima A con calle 22.

## Filmografía
- El caso Galán fue referenciado varias veces en la serie colombiana La mujer del presidente de 1997.
- El asesinato de Galán. Capítulo de la serie Unidad Investigativa del escritor Gustavo Bolívar - 1999.
- Documental "Galán: La Lucha de un Gigante" - 2004 por Juana Uribe.[100]
- El asesinato de Galán es escenificado en la serie colombiana "Escobar, el patrón del mal" Capítulo 44.
- El magnicidio de Galán es mencionado en la serie colombiana Tres Caínes.
- El magnicidio de Galán y la captura de los falsos positivos son mencionados en la serie Alias el Mexicano.
- La muerte de Luis Carlos Galán es escenificado en el capítulo 5 de la serie de Netflix, "Narcos".